# AlUla
Pour l’article ayant un titre homophone, voir Alula.
AlUla (en arabe : العلا, DMG al-‘Ulā) - également transcrite Al Ula, Al-Ula, ou Al-’Ula - est une oasis de la province de Médine, dans le nord-ouest de l'Arabie saoudite. Elle est située à environ 200 km au sud-ouest de Taymā’ et à 400 km au nord-ouest de Médine.

## Description
L'agglomération oasienne d'AlUla totalise 40 000 habitants. Bâtie sur un site qui correspond au Dadan de la Bible, elle fut dans l'Antiquité la capitale du royaume de Lihyan, sur la route de l'encens.
De nombreuses inscriptions gravées dans les anciennes langues locales, le lihyanite, le dadanite et le nabatéen (des formes de langues nord-arabiques), du VIe au Ier siècle av. J.-C., ont été recensées dans la région. L'oasis s'est développée comme une oasis-carrefour dans le désert, en raison de l'importance du commerce de l'encens, au moins du IIe siècle av. J.-C. au début du Ier siècle av. J.-C., sous la domination du royaume de Ma'in. Depuis les années 1980, elle a connu un essor agricole et urbain important. Depuis, à la population de sédentaires se sont ajoutés les Bédouins sédentarisés et, comme dans le reste du royaume, une importante population de travailleurs immigrés.

## Tourisme
À 23 km au nord du centre d'AlUla se trouve le site archéologique de Madā’īn Ṣāliḥ, classé au patrimoine mondial par l’Unesco. Il abrite des vestiges d'époques lihyanite, dadanite, nabatéenne puis romaine. On y trouve en particulier des tombes à façades monumentales, creusées dans le rocher dans le même style que celles de Pétra en Jordanie. Cette nécropole est celle de l'ancienne cité de Hégra, implantée à la frontière sud du royaume nabatéen. Au tournant du premier millénaire, ce royaume s'étendait des environs de Bosra en Jordanie à AlUla.
Un musée d'archéologie et de patrimoine populaire, ouvert en 1987, mais fermé par la Royal Commission for AlUla en 2021, présentait l'histoire de la région à partir des sites archéologiques d'al -‘Ulā et de Mada'in Saleh.
L'actuel prince héritier du royaume saoudien, Mohammed ben Salmane, ambitionne de développer le tourisme dans la région, en créant un parc naturel, touristique, archéologique et culturel d'une superficie équivalente à la Belgique. C'est un organisme ad-hoc, la Royal Commission for AlUla, qui est chargé par la couronne du développement de la région depuis 2017. Elle a autorité pour prendre toutes les initiatives locales qui lui semblent nécessaires au développement du projet touristique. L'Arabie saoudite a souhaité que la France contribue à ce projet. Outre l’ingénierie culturelle, la recherche et la muséographie, ce projet colossal doit aussi comprendre d’autres secteurs, dont la construction des infrastructures, notamment routières, ferroviaires et hôtelières. Un accord intergouvernemental entre les deux pays a été signé en ce sens en avril 2018 à l'Élysée, entre le président Macron et le prince héritier Mohammed ben Salmane Al Saoud. Le coût du projet, dont l’essentiel serait réalisé en cinq ou dix ans, s'élèverait entre 50 et 100 milliards de dollars (40,5 à 81 milliards d’euros),. La gestion de ce programme, côté français, a été confiée à l'agence créée à cette fin, l'Agence française pour le développement d'AlUla (Afalula). 
Dans ce cadre, plusieurs équipes d'archéologues français et étrangers y conduisent des fouilles. Un projet d'hôtel troglodytique conçu par Jean Nouvel devrait y voir le jour. La construction d'un tramway est à l'étude et a été confiée à la société Alstom, sur un tracé qui suivra schématiquement une portion de l'ancienne ligne du chemin de fer du Hedjaz. Le Centre Pompidou AlUla sera une annexe du musée parisien et doit ouvrir en 2027-2028.

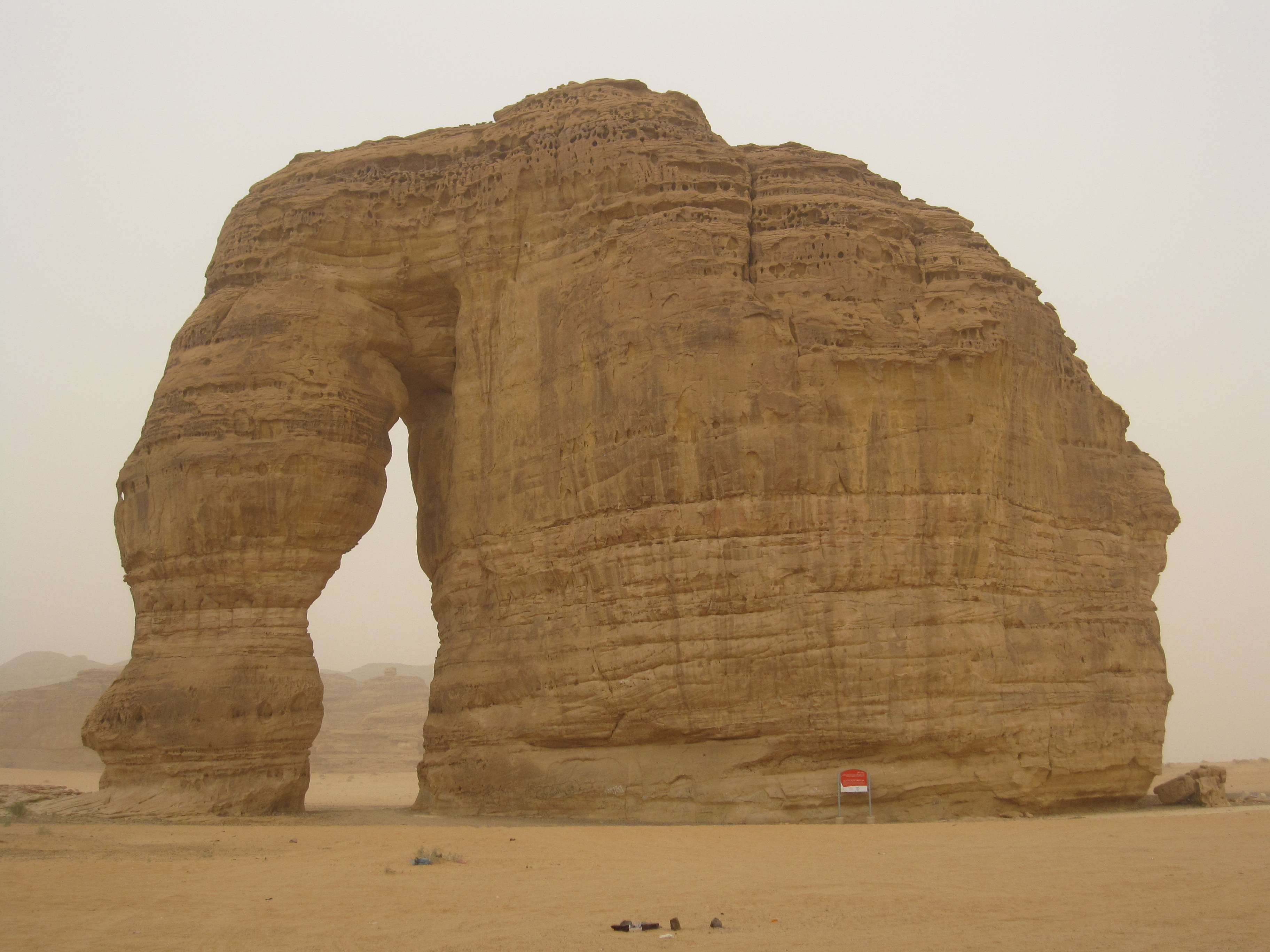
Le rocher dit « de l'éléphant ».
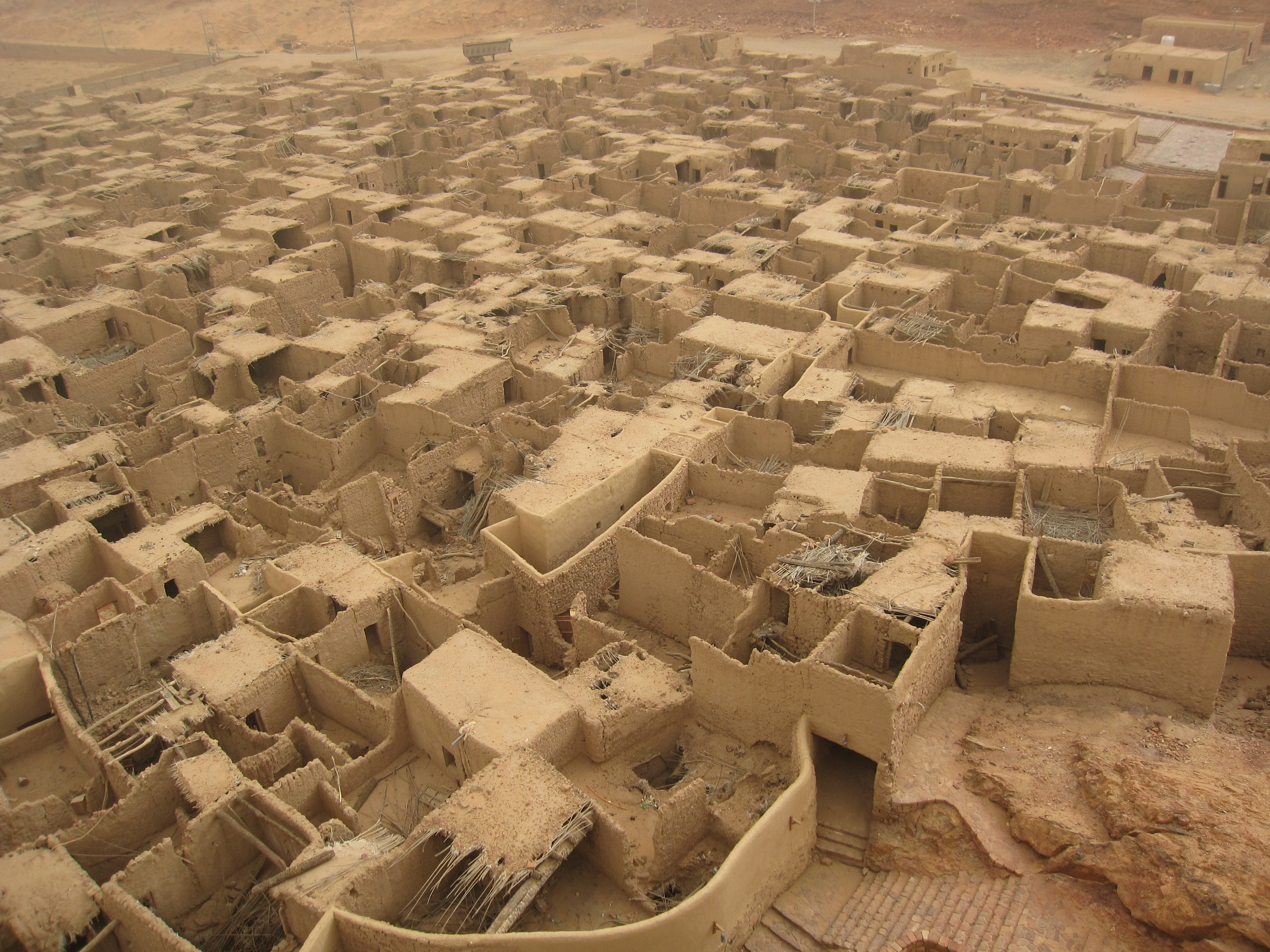
Ancienne ville d'al-‘Ulā (secteur de Dīra), abandonnée.

## Galerie: inscriptions et art antiques d'al-‘Ulā,Ve–Iersiècleav. J.-C.

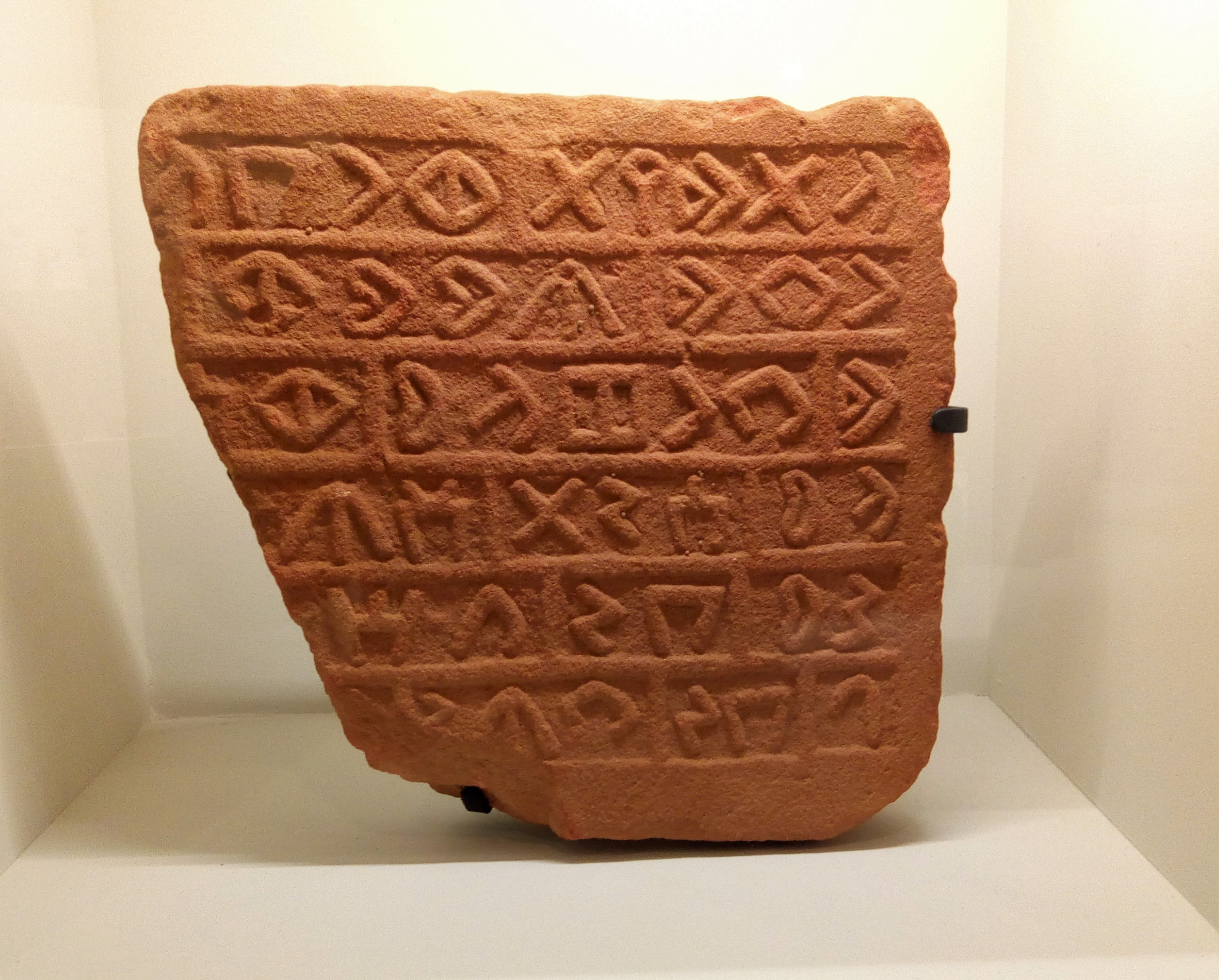
Inscription dadanite, provenant du sanctuaire d'Umm Daraj.
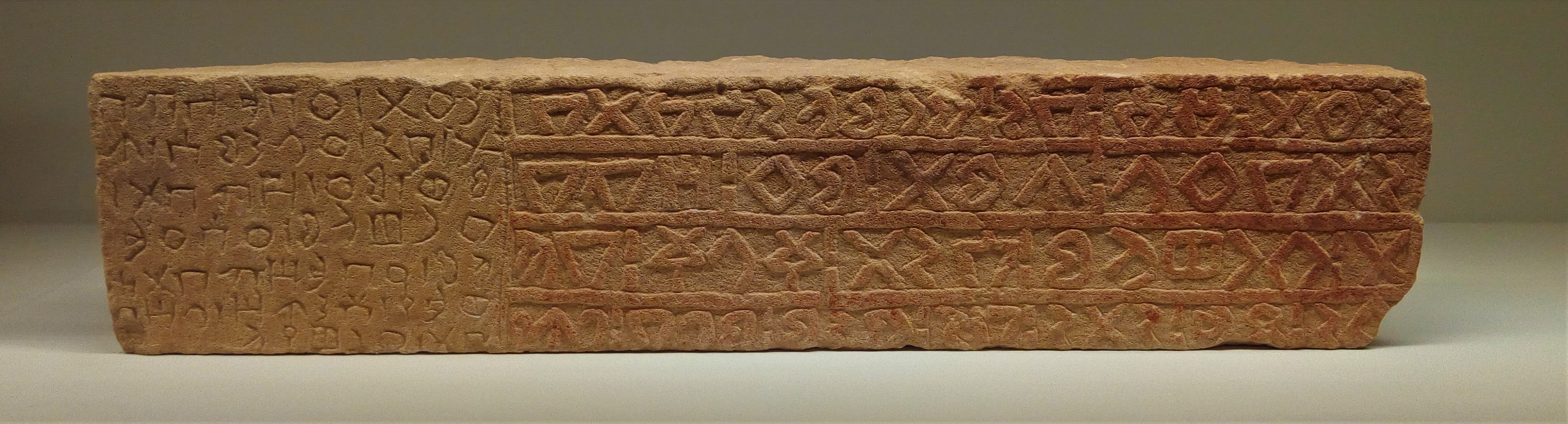
Inscription dadanite, sanctuaire de Dadan.
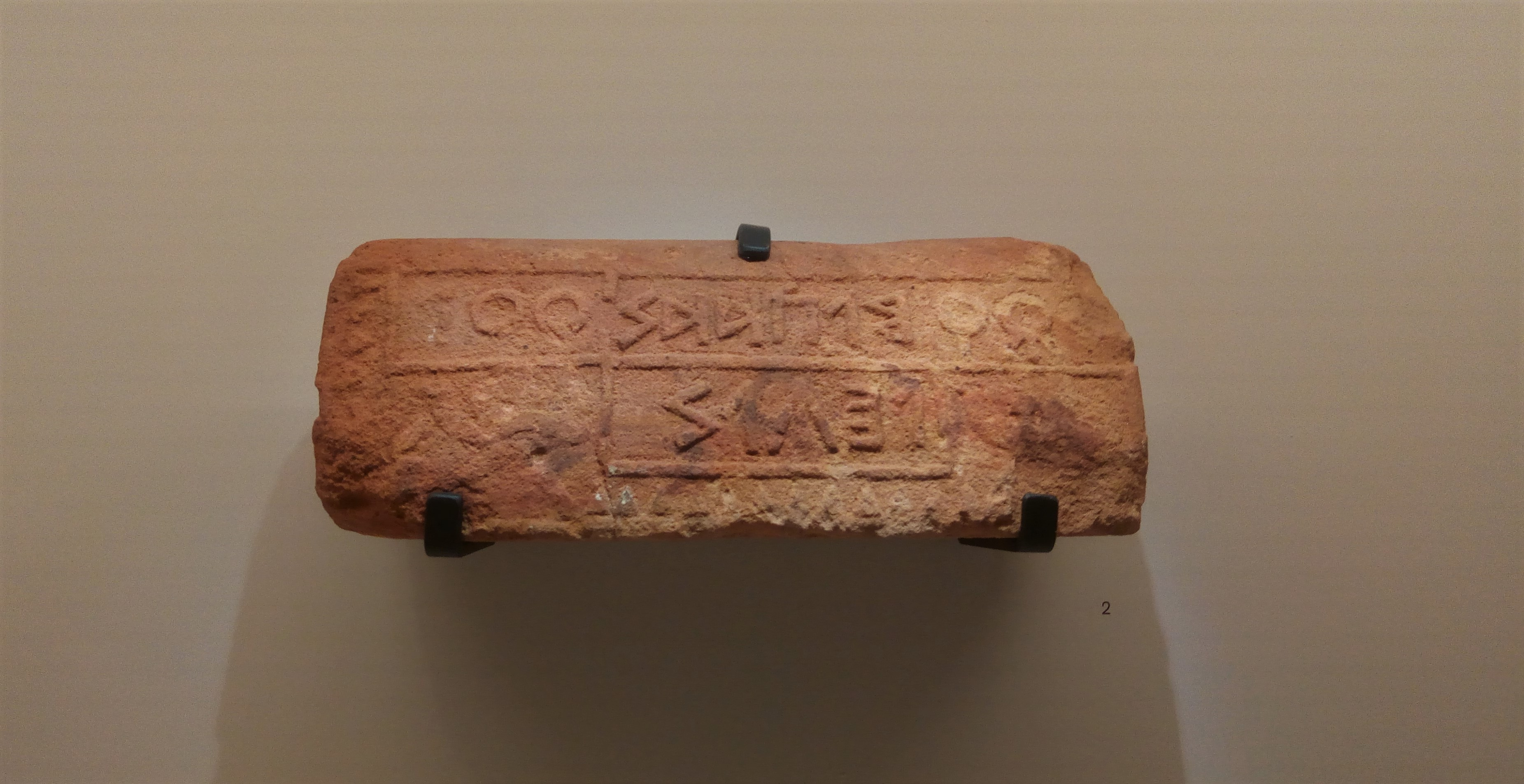
Inscription dadanite mentionnant le roi 'Asî, provenant du sanctuaire de Dadan (al-Khuraybah).
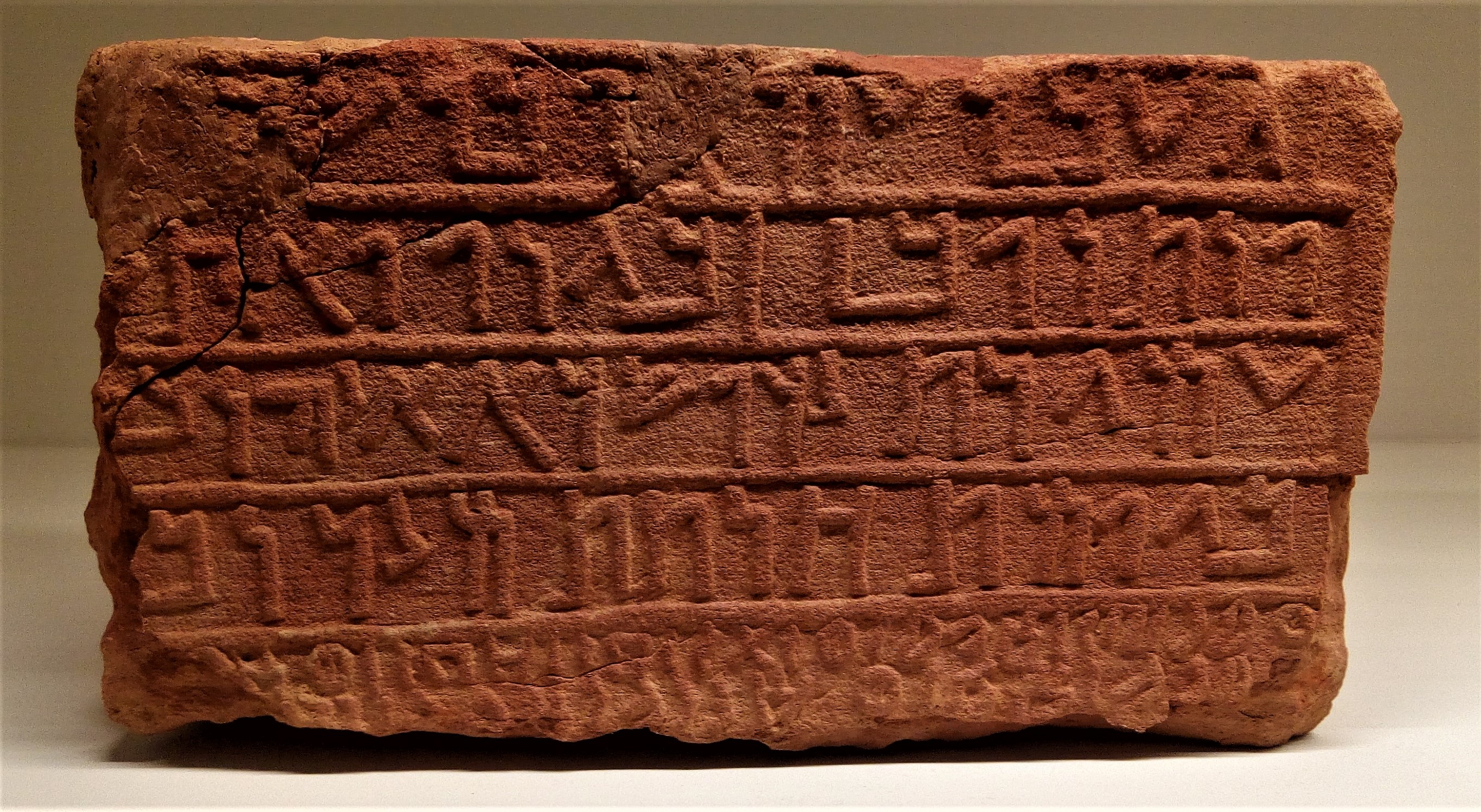
Inscription bilingue en dadanite et araméen, provenant du sanctuaire de Dadan (al-Khuraybah).

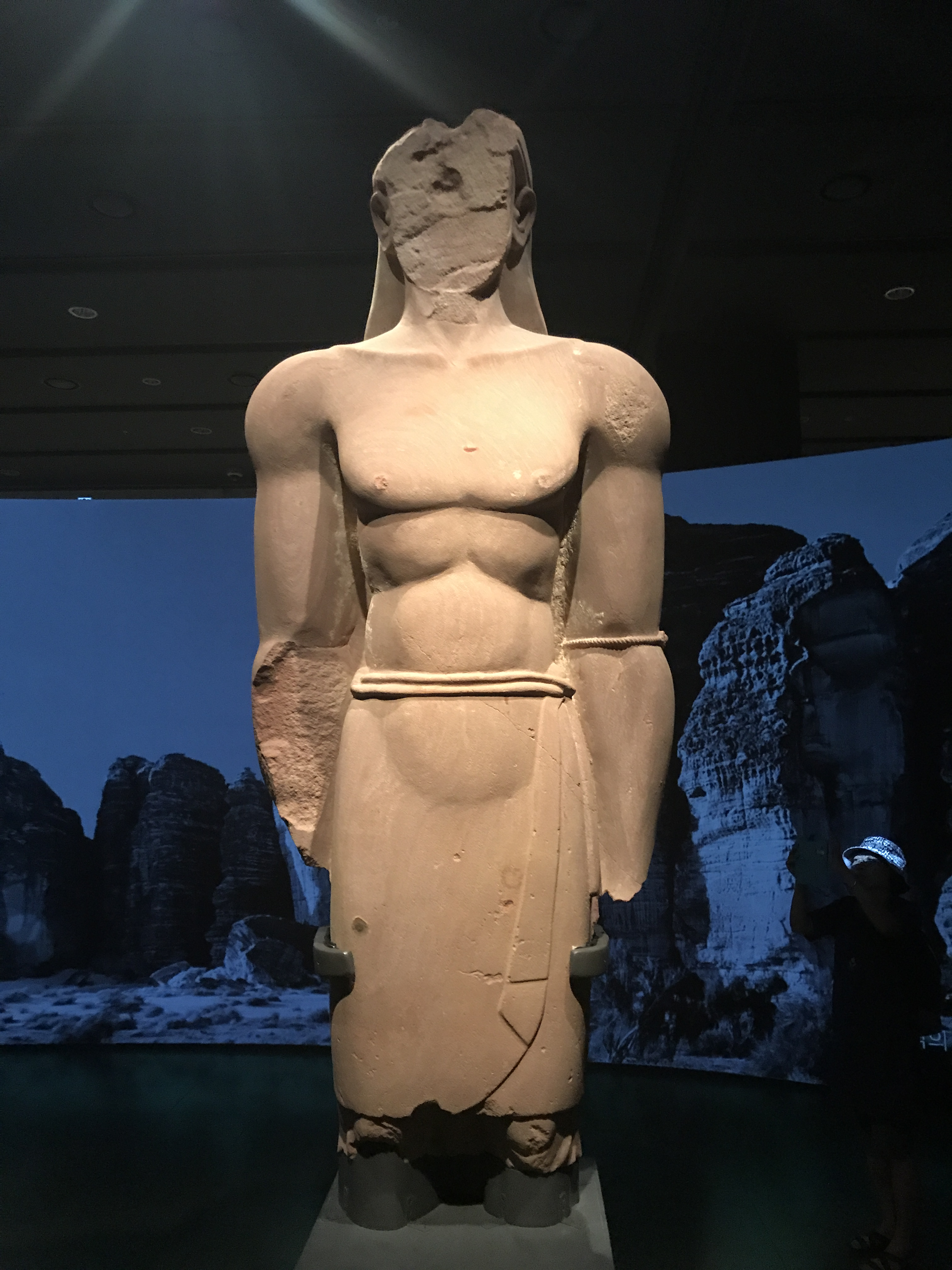
Statue d'homme brisée à hauteur de genoux, sanctuaire de Dadan (al-Khuraybah).
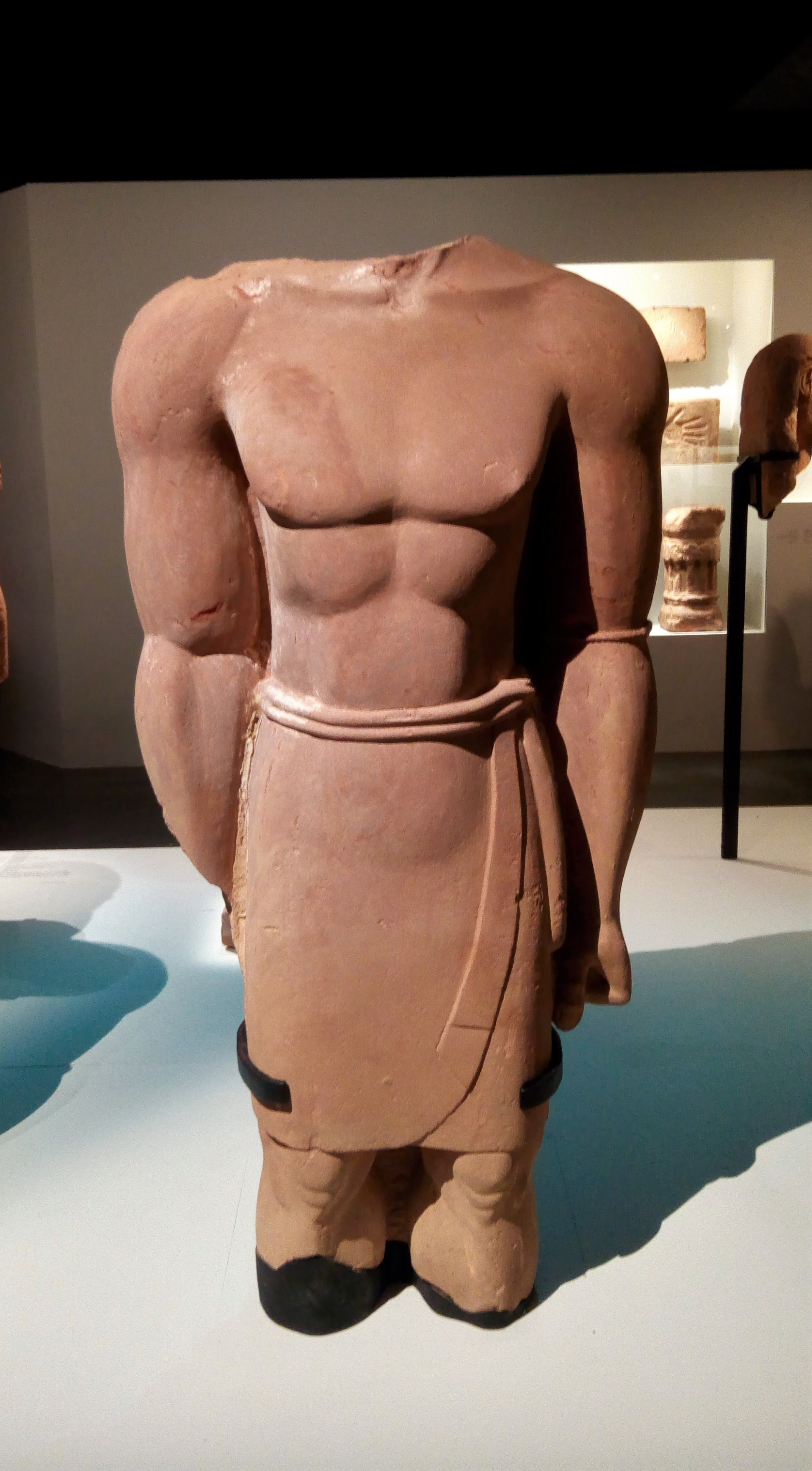
Statue d'homme acéphale et brisée à hauteur de genoux, sanctuaire de Dadan (al-Khuraybah).
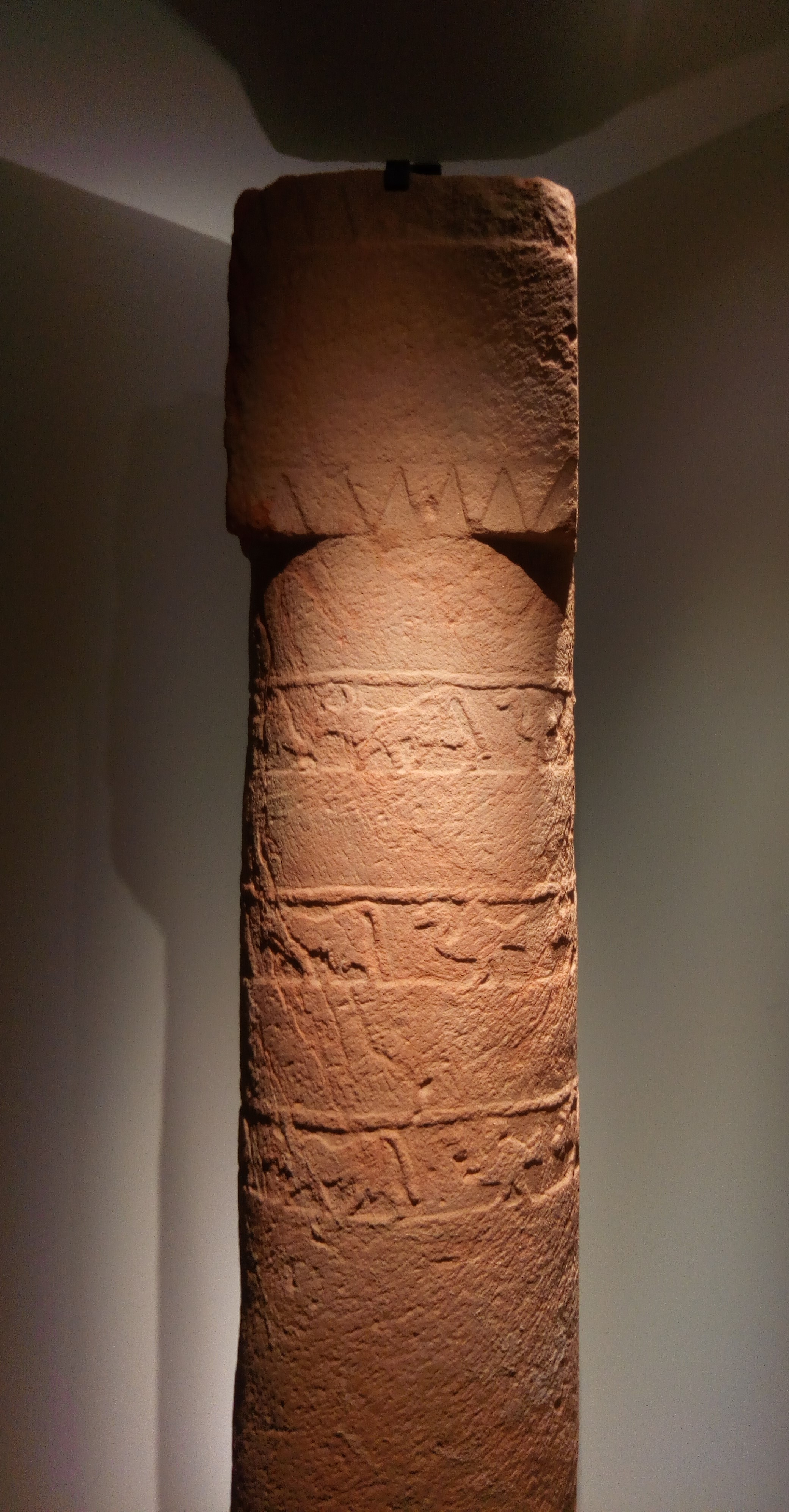
Brûle encens décoré de trois frises animalières, sanctuaire de Dadan (al-Khuraybah).
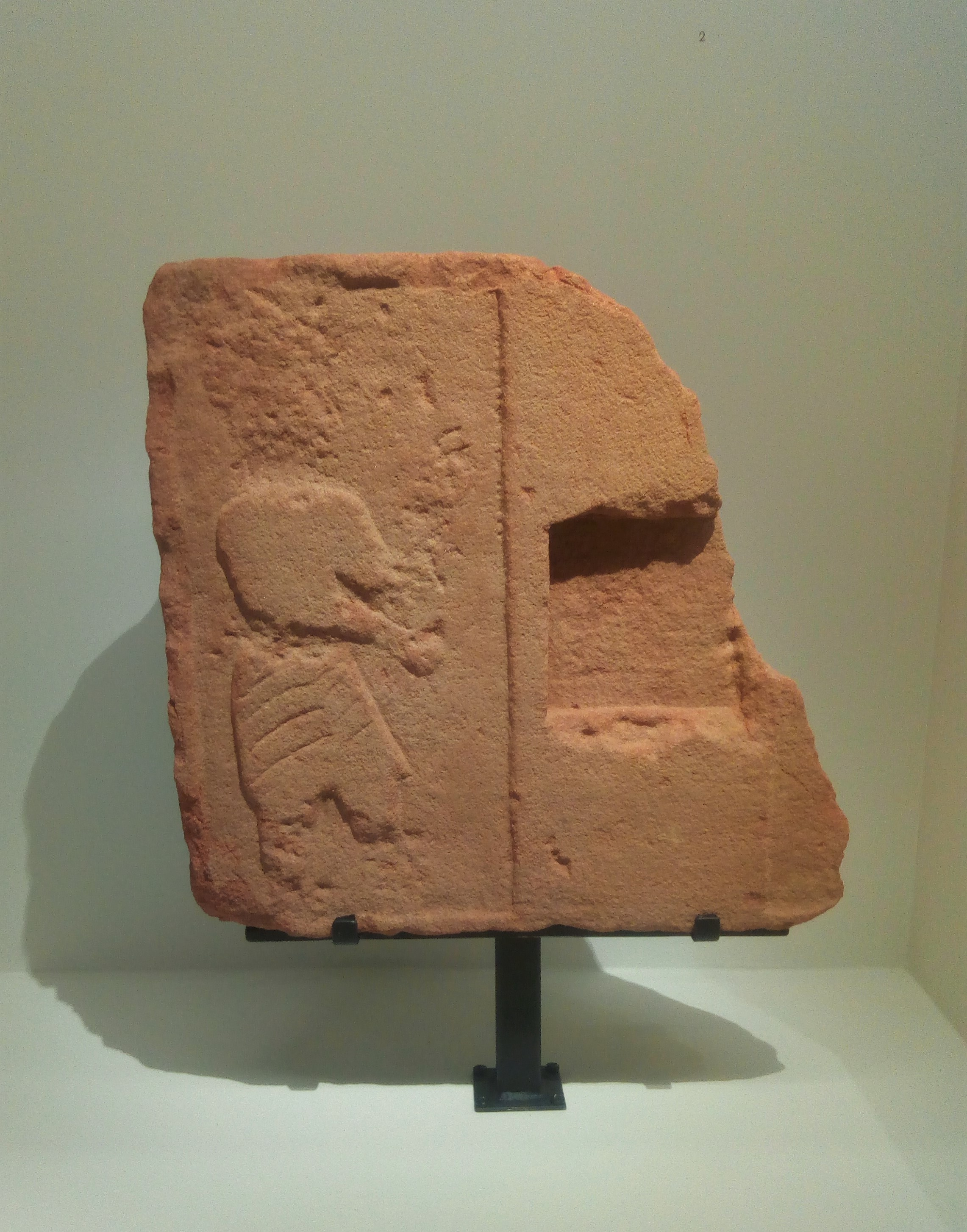
Table d'offrandes représentant un personnage (prêtre ?), sanctuaire de Dadan (al-Khuraybah).
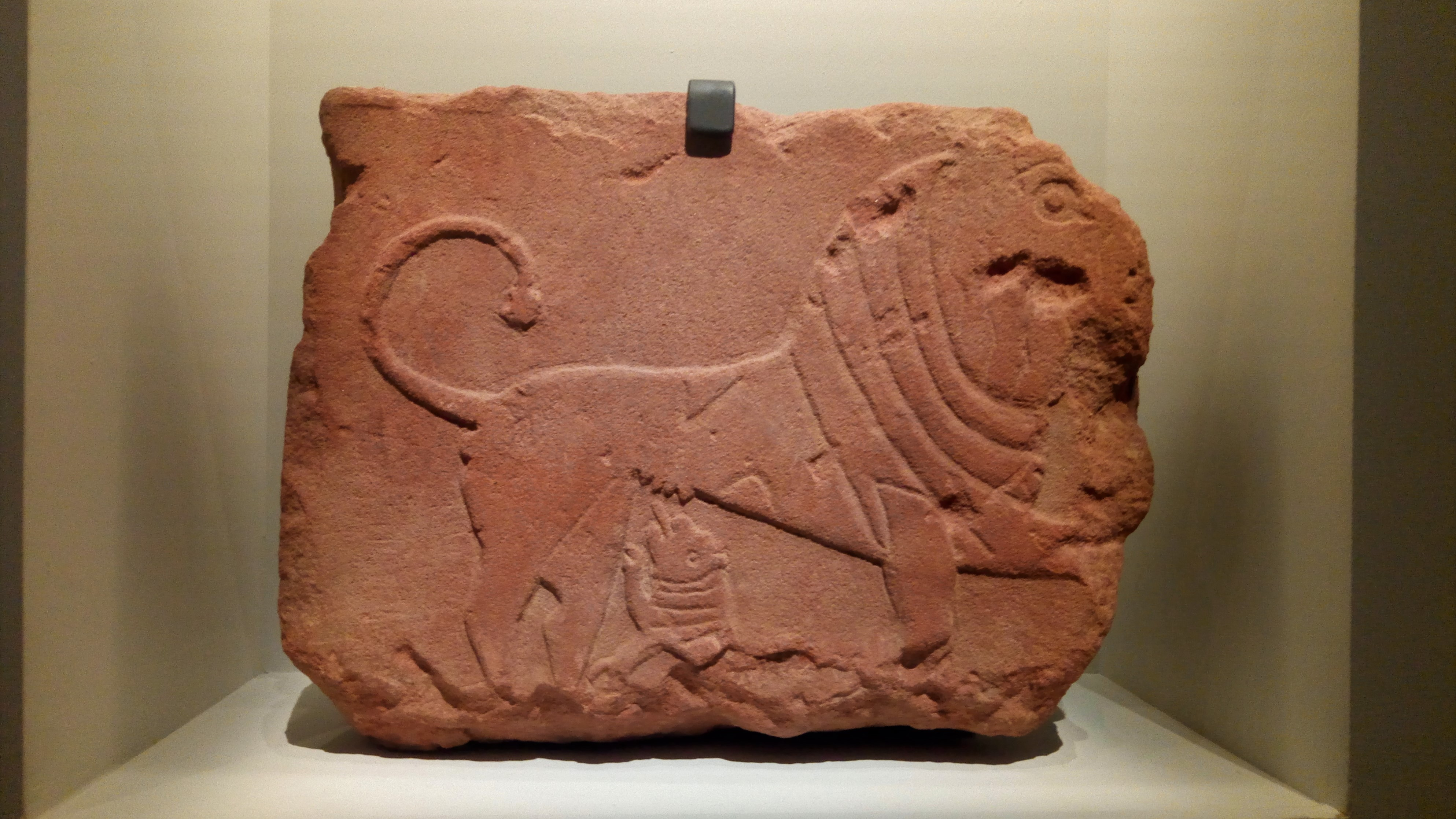
Bas-relief décoré d'un lion, sanctuaire de Dadan (al-Khuraybah).
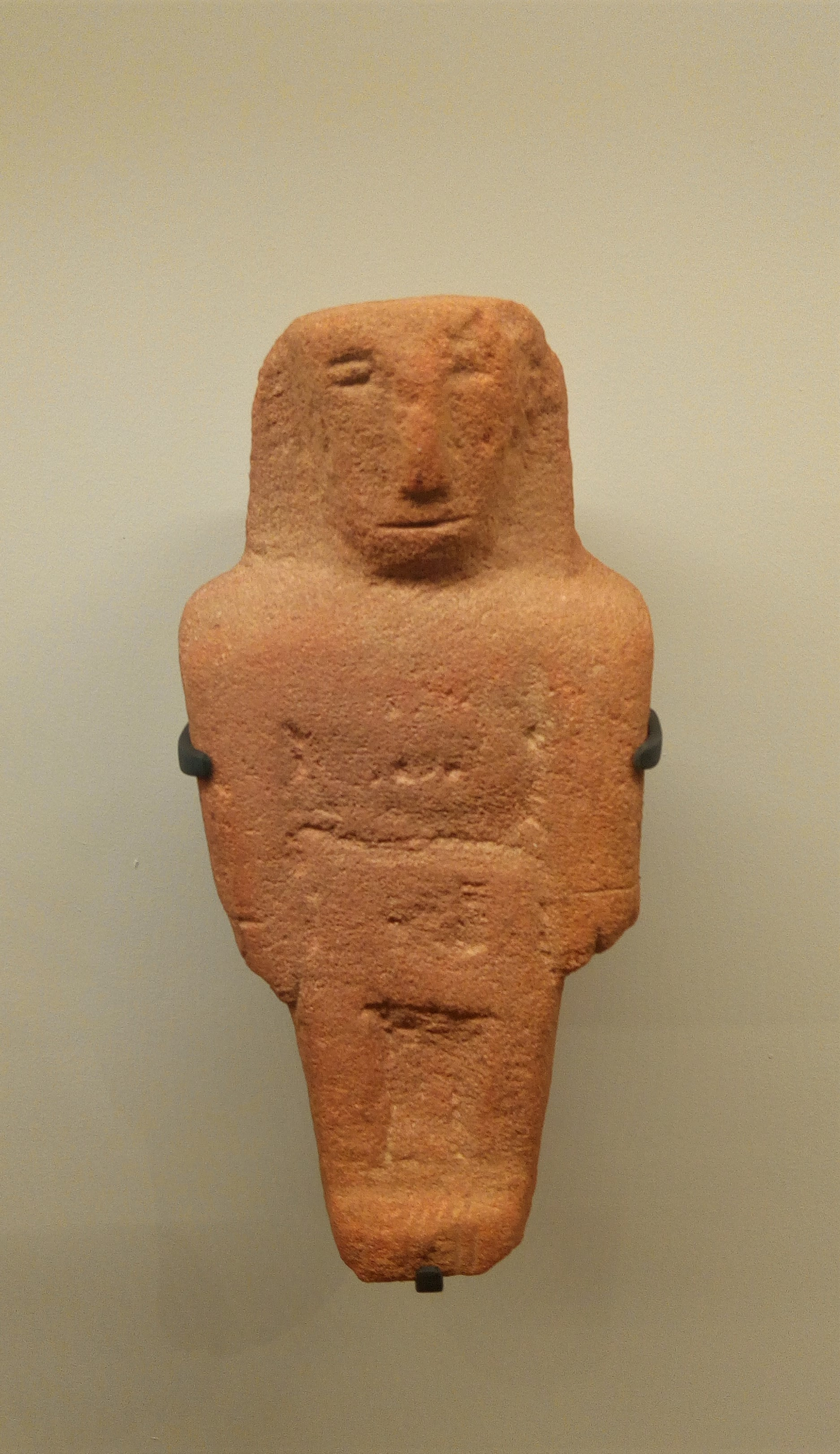
Ex-voto, sanctuaire d'Umm Daraj.
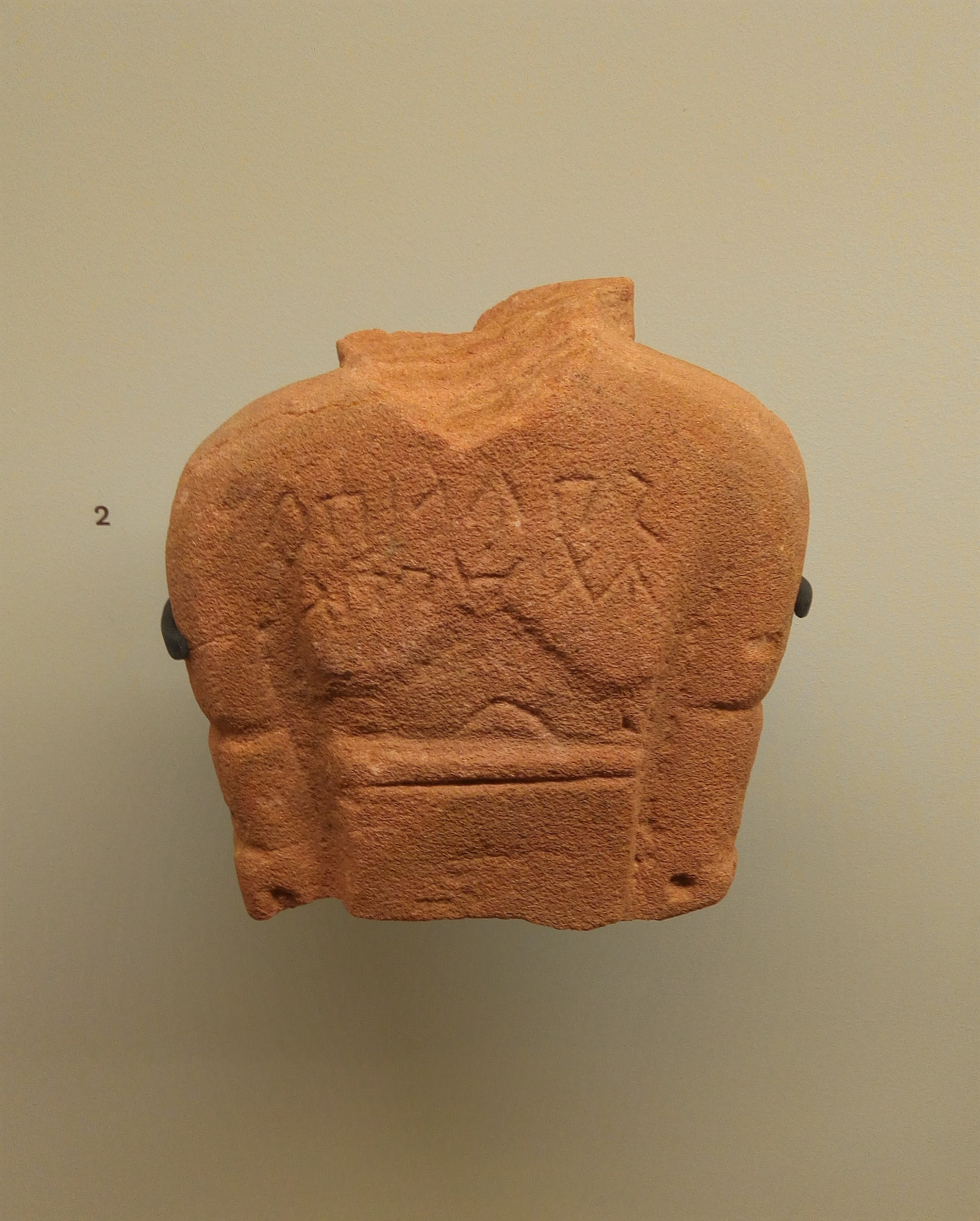
Buste d'ex-voto fragmentaire avec inscription dadanite, sanctuaire d'Umm Daraj.